# De Elfenheuvel
De Elfenheuvel was een magische telenovelle die vanaf 29 augustus 2011 te zien was op Ketnet. De serie wordt er op alle weekdagen, behalve vrijdag, uitgezonden, met een compilatie op zondag. De laatste aflevering van De Elfenheuvel werd uitgezonden op 6 juni 2013.

## Verhaal
De ondeugende Elfenkroonprins Dagmar, vertolkt door Niels Destadsbader, wordt na kattenkwaad in het paleis verbannen uit de magische tussenwereld (waar de Elfen wonen) naar de mensenwereld, waar hij z'n leven moet leren beteren als pleegzoon van het gezin Ranonkel om terug te mogen keren. Hij mag zijn gekortwiekte magische krachten er niet tonen, mag niet tegen een mens zeggen wie hij is en de elfenvloek bepaalt dat een verliefde elf die een mensenmeisje kust, zijn magische gave verliest en nooit meer terug kan naar de elfenwereld. Maar Dagmar wordt niet voor niets naar de mensenwereld gestuurd, hij heeft een geheime missie uit te voeren, die heeft te maken met het clubhuis, de Elfenheuvel, en de verloren meteoriet Oxus, de aloude krachtbron van de elfenmagie.
Het idee is van de reeks is bedacht door Gert Goovaerts in samenwerking met Bie Boeykens. Gert Goovaerts schreef het verhaal van de drie seizoenen uit. Mathias Claeys en Lynnsey Peeters schreven mee aan de scenario's. Douglas Boswell was de creative director van de reeks.

## Seizoenen
| De Elfenheuvel | De Elfenheuvel | De Elfenheuvel                      |
| Seizoen        | Afleveringen   | Uitzendingen                        |
| -------------- | -------------- | ----------------------------------- |
| 1              | 52             | 29 augustus 2011 - 24 november 2011 |
| 2              | 52             | 27 februari 2012 - 24 mei 2012      |
| 3              | 52             | 25 februari 2013 - 6 juni 2013      |

## Personages

### Hoofdpersonages
| Personage                                | Functie/relatie                                          | Personalia                                                                           | Acteur/actrice     | Periode   | Afleveringen |
| ---------------------------------------- | -------------------------------------------------------- | ------------------------------------------------------------------------------------ | ------------------ | --------- | ------------ |
| Dagmar Koningswens (Dagmarurstushrunkel) | Elfenprins                                               | behulpzaam (verliefd op Saartje)                                                     | Niels Destadsbader | 2011-2013 | 1-156        |
| Rinus 'Wiki' Ranonkel                    | Broer van Saartje                                        | Computerfanaat, techneut, bolleboos (verliefd op Maud)                               | Leonard Muylle     | 2011-2013 | 1-156        |
| Kyan De Keersmaker                       | Ex-vriend(je) van Saartje, verliefd op Chloë             | Sportief, stoer, gevoelig, dromer                                                    | Seppe Cosyns       | 2011-2013 | 2-156        |
| Saartje Ranonkel                         | Zus van Wiki                                             | Populair, blokbeest, milieubewust, doorzetter, gelooft in elfen (verliefd op Dagmar) | Kalina Malehounova | 2011-2013 | 1-156        |
| Maud Wijffels                            | Lid van de Elfenheuvel, nieuwe voorzitster               | Lid van de Elfenheuvel, nieuwe voorzitster                                           | Daphne Paelinck    | 2011-2013 | 3-156        |
| Eleonore 'Lore' Ranonkel                 | Moeder van Saartje en Wiki, dierenarts, verliefd op Roel | Vrolijk, ondernemend, hulpvaardig, vegetariër                                        | Christel Domen     | 2011-2013 | 1-156        |

### Verdwenen Personages
| Personage         | Functie/relatie | Personalia                             | Acteur/actrice  | Periode   | Afleveringen | Reden verdwijning                                                               |
| ----------------- | --------------- | -------------------------------------- | --------------- | --------- | ------------ | ------------------------------------------------------------------------------- |
| Boer Alfons       | Geitenboer      | Klant van Lore                         | Jaak Van Assche | 2011      | -            | Uit beeld verdwenen nadat het mysterie met zijn zieke geit Martha opgelost was. |
| Edgar Vleugeleers | Baron           | Houdt van vleugels, misdadig, fanatiek | Jakob Beks      | 2011-2012 | 49-104       | Opgepakt door de politie nadat hij Dagmar had gevangengenomen.                  |
| Bomma Ranonkel    | Moeder van Lore | Bemoederig                             | Sien Eggers     | 2013      | 112-127      | Vertrekt terug naar Zuid-Frankrijk.                                             |
| Bompa Ranonkel    | Vader van Lore  | -                                      | Roger Bolders   | 2013      | 112-127      | Vertrekt terug naar Zuid-Frankrijk.                                             |

### Nevenpersonages
Deze personages verschijnen soms in beeld of er wordt over gesproken maar dat is zelden. 
| Personage                    | Functie/relatie                                                            | Personalia                                                                      | Acteur/actrice         | Periode    | Afleveringen |
| ---------------------------- | -------------------------------------------------------------------------- | ------------------------------------------------------------------------------- | ---------------------- | ---------- | ------------ |
| Harold De Keersmaker         | Vader van Kyan, klein ondernemer, heeft een houthandel                     | Jachtliefhebber                                                                 | Ivan Pecnik            | 2011-2013  | 3-156        |
| Roel Vademecus               | Professor, archeoloog en elfenvorser, verliefd op Lore                     | -                                                                               | Hans Van Cauwenberghe  | 2011-2013  | 48-156       |
| Mara Noberis                 | Elf                                                                        | Stroef, hooghartig                                                              | An Vanderstighelen     | 2011-2013  | 1-156        |
| Veerle Bauwens-De Keersmaker | Moeder van Kyan en assistente in de praktijk van Lore                      | Bezorgd, Verlegen, Musicalster                                                  | Machteld Timmermans    | 2011-2013  | 3-156        |
| Billie De Keersmaker         | Zusje van Kyan                                                             | Actief, vrolijk, goedlachs, spring-in-'t-veld, nieuwsgierig                     | Olga Leyers            | 2011-2013  | 7-156        |
| Karel Wijffels-Lerakmoran    | Vader van Maud, rijke zakenman, amateur-petroloog, verbannen elf           | -                                                                               | Koen Van Impe          | 2011-2013  | 3-156        |
| Bling Bling                  | Lid van de Elfenheuvel, vriendin van Saartje                               | -                                                                               | Lore Stuyck            | 2011-2013  | 6-156        |
| Zanzibar                     | Barman van de Elfenheuvel                                                  | -                                                                               | Tijs Hoornaert         | 2011-2013  | 6-156        |
| Minouche Wijffels            | Moeder van Maud                                                            | Bezorgd                                                                         | Els Olaerts            | 2011-2013  | 3-156        |
| Tim De Wilde                 | Ongehuwde vader van Saartje en Wiki, internationaal architect en IT-expert | -                                                                               | Marc Van Eeghem        | -          | -            |
| Kornelis                     | Vriend van Tim                                                             | Streek- en geschiedeniskenner                                                   | Frans Van der Aa       | 2012-?     | 56-?         |
| Zirkos                       | Elfenkoning, Dagmar's vader                                                | Streng                                                                          | Michel van Dousselaere | 2011- 2013 | 155-156      |
| Chloë Janssens               | Loopster                                                                   | Verliefd op Kyan, vond Oxus                                                     | Fien Van Snick         | 2013       | -            |
| Tiene de Saegher             | Houthandelaarster                                                          | Nors, wil het bos samen met haar tweelingzus kappen en het clubhuis platgooien. | Reinhilde Decleir      | 2013       | -            |
| Miene de Saegher             | Houthandelaarster                                                          | Nors, wil samen met haar tweelingzus het bos kappen en het clubhuis platgooien  | Viviane De Muynck      | 2013       | -            |

## Media

### Boeken
- De Elfenprins, Gert Goovaerts (2011)
- De Amulet, Gert Goovaerts (2012)
- Het Testament Van Kortan, Gert Goovaerts (2012)
- De Elfenjager, Petra Pardon (2012)
- Reis Naar De Tussenwereld, Gert Goovaerts (2012)
- De Elfenvloek, Petra Pardon  (2013)
- De Ontknoping, Petra Pardon (2013)

### Dvd's
- De Elfenheuvel seizoen 1 (2011)
- De Elfenheuvel seizoen 2 (2012)
- De Elfenheuvel seizoen 3 (2013)

## Trivia
- De buitenopnamen van het huis van de Ranonkels gebeuren in Hoeilaart.
- De schoolscènes zijn opgenomen in Campus Fenix - Grimbergen.